# Michele Lamberti
Michele Lamberti (Brescia, 3 de noviembre de 2000) es un deportista italiano que compite en natación.
Ganó una medalla de bronce en el Campeonato Mundial de Natación de 2024 y cinco medallas en el Campeonato Europeo de Natación en Piscina Corta de 2021.
Estudió Idiomas en la Universidad de Brescia.

## Palmarés internacional
| Campeonato Mundial                  | Campeonato Mundial | Campeonato Mundial | Campeonato Mundial     |
| Año                                 | Lugar              | Medalla            | Prueba                 |
| ----------------------------------- | ------------------ | ------------------ | ---------------------- |
| 2024                                | Doha (Catar)       | Medalla de bronce  | 4 × 100 m estilos      |
| Campeonato Europeo en Piscina Corta |                    |                    |                        |
| Año                                 | Lugar              | Medalla            | Prueba                 |
| 2021                                | Kazán (Rusia)      | Medalla de oro     | 4 × 50 m estilos       |
| 2021                                | Kazán (Rusia)      | Medalla de plata   | 50 m espalda           |
| 2021                                | Kazán (Rusia)      | Medalla de plata   | 100 m mariposa         |
| 2021                                | Kazán (Rusia)      | Medalla de plata   | 4 × 50 m estilos mixto |
| 2021                                | Kazán (Rusia)      | Medalla de bronce  | 200 m espalda          |